# Safari (navigator)
Safari este un navigator web realizat de firma Apple pentru sistemul său de operare Mac OS X, dar și pentru MS Windows. Este navigatorul inclus pe platforma de operare Mac OS X v10.3 (Panther) și în versiunile mai noi. Safari este al patrulea navigator ca număr de utilizatori , având  o cotă de piață de 3.9 % din totalul utilizatorilor de internet .
Safari se bazează pe navigarea prin file, printr-o interfață asemănătoare cu cea folosită de Mozilla Firefox. Navigatorul folosește tema grafică „brushed metal" dezvoltată de Apple, are un plan de administrare a preferințelor, este complet integrat în tehnologia multimedia QuickTime și are și un sistem de blocare a ferestrelor pop-up. Interfața standard a navigatorului Safari conține un câmp de căutare (pentru Google ș.a.) și servicii software de completare automată și corectare a câmpurilor introduse de către utilizator.
Navigatorul folosește motorul de randare AppleWebKit, care este disponibil și altor aplicații. Acesta este bazat pe motorul KHTML al proiectului KDE. Suportă CSS (are unul din cele mai bune suporturi CSS2 din branșă și a fost primul navigator care a trecut cu succes testul Acid2), Javascript (inclusiv Ajax, dar nu la nivelul Gecko) și DOM.